# EADS CASA C-295
EADS CASA C-295 je dvomotorno turbopropelersko taktično  transportno letalo španskega proizvajalca EADS CASA (del koncerna Airbus Military)
C-295 izdelujejo in sestavljajo v kraju San Pablo, Sevilla, Španija. Je izboljšana verzija uspešnega špansko-indonezijskega letala CASA/IPTN CN-235. Ima podaljšan trup, lahko prevaža 50% več tovora in ima nove PW127G motorje. Prvič je poletel leta 1998 s prvim naročilom od Španskih letalskih sil.
Leta 2012 je EADS oznanil več izboljšav, npr. zavihane konce kril winglete in možnost oborožitve z protiladijskimi raketami Marte. Planirajo tudi različico AEW&C (leteči radar) in poveljniško letalo.
C-295 uporablja 15 letalskih sil po svetu. Leta 2024 je bilo v uporabi 218 letal, dve so izgubili v nesrečah. Letalo je bil kandidat za ameriški razpis Joint Cargo Aircraft, ki ga je potem dobila Alenia. C-295 je kandidat za zamenjavo kanadskih DHC-5 Buffalos.

## Različice
C-295M
Vojaška verzija s kapaciteto 71 vojakov ali 48 padalcev ali 27 nosil ali 5 2,24 × 2,74 m palet ali tri lahka vozila
NC-295/CN-295
Indonezijsko grajeni C-295
C-295MPA/Persuader
Verzija za patruliranje morja s šestimi nosilci za orožje
AEW&C
Prototip letečega radarja in kontrolnega centra. Ima AESA radar, ki ga je razvilo podjetje IAI
C-295W
Izboljšana verzija z boljšimi sposobnostmi, wingleti in močenjšimi motorji.

## Tehnične specifikaciej (C-295M)
- Posadka: 2
- Kapaciteta: 71 vojakov
- Tovor: 9 250 kg (20 400 lbs)
- Dolžina: 24.50 m (80 ft 3 in)
- Razpon kril: 25,81 m (84 ft 8 in)
- Višina: 8,60 m (28 ft 3 in)
- Površina kril: 59 m² (634,8 ft²)
- Maks. vzletna teža: 23 200 kg (51 146 lbs)
- Motorji: 2 × Pratt & Whitney Canada PW127G Hamilton Standard 586-F (šestkraki propelerji), 1 972 kW (2 645 KM) vsak
- Maks. hitrost: 576 km/h (311 vozlo, 358 mph)
- Potovalna hitrost: 480 km/h (260 vozlov, 300 mph)
- Dolet: z 3 000 kg (6 600 lb) tovorom, 4 600 km (2 500 nmi / 2 875 mi); (z 6 000 kg (13 200 lb) tovorom, 3 700 km (2 000 nmi / 2 300 mi)), dolet z 9250 kg tovorom  1 300 km (700 nmi / 805 mi)
- Dolet (prazen): 5 400 km (2 900 nmi / 3 335 mi)
- Višina leta (servisna): 9 100 m (30 000 ft)
- Vzletna razdalja: 670 m (2,200 ft)
- Pristajalna razdalja: 320 m (1,050 ft)